# Litoria
 Litoria  ist die artenreichste Gattung der Australischen Laubfrösche (Pelodryadinae), einer Unterfamilie der Laubfrösche. Die Gattung ist auf dem australischen Kontinent inklusive Tasmanien, auf Neuguinea, dem Bismarck-Archipel, den Kleinen Sundainseln, den Salomon-Inseln und auf Timor verbreitet. Auf mehreren weiteren Inseln (beispielsweise Neukaledonien, Neuseeland, Guam) wurden Arten vom Menschen eingeführt.

## Systematik
Früher wurden die Arten der Gattung Litoria in der Gattung Hyla geführt, zu der auch der Europäische Laubfrosch (Hyla arborea) gehört. Alle in Australien und Neuguinea lebenden Arten mit den Merkmalen der Laubfrösche wurden später in die Gattung Litoria gestellt. Die Gattung Litoria wurden einige Zeit lang zusammen mit anderen Gattungen in eine eigenständige Familie Pelodryadidae gestellt.
Viele Arten wurden aus der Gattung Litoria aus phylogenetischen Erwägungen in andere Gattungen transferiert, beispielsweise in die Gattungen Nyctimystes und Ranoidea, die ebenfalls zur Unterfamilie der Australischen Laubfrösche innerhalb der Familie der Laubfrösche zählen.

### Arten
In aktuellen systematischen Übersichten werden der Gattung Litoria 117 Arten zugerechnet.
Stand: 20. Oktober 2024
- Litoria
  - Litoria adelaidensis (Gray, 1841)
  - Litoria albolabris (Wandolleck, 1911)
  - Litoria amboinensis (Horst, 1883)
  - Litoria amnicola Richards, Tjaturadi, Krey & Donnellan, 2021[3]
  - Litoria angiana (Boulenger, 1915)
  - Litoria aplini Richards & Donnellan, 2020[4]
  - Litoria arfakiana (Peters & Doria, 1878)
  - Litoria aurifera Anstis, Tyler, Roberts, Price & Doughty, 2010
  - Litoria axillaris Doughty, 2011
  - Litoria balatus Rowley, Mahony, Hines, Myers, Price, Shea & Donnellan, 2021[5]
  - Litoria becki (Loveridge, 1945)
  - Litoria beryllinus Richards & Donnellan, 2023[6]
  - Litoria biakensis Günther, 2006
  - Litoria bibonius Kraus & Allison, 2004
  - Litoria bicolor (Gray, 1842)
  - Litoria bulmeri (Tyler, 1968)
  - Litoria burrowsi (Scott, 1942)
  - Litoria calliscelis (Peters, 1874)[7]
  - Litoria capitula (Tyler, 1968)
  - Litoria chloristona Menzies, Richards & Tyler, 2008
  - Litoria chloronota (Boulenger, 1911)
  - Litoria chrisdahli Richards, 2007
  - Litoria christianbergmanni Günther, 2008
  - Litoria congenita (Peters & Doria, 1878)
  - Litoria contrastens (Tyler, 1968)
  - Litoria cooloolensis Liem, 1974
  - Litoria coplandi (Tyler, 1968)
  - Litoria daraiensis Richards, Donnellan & Oliver, 2023[8]
  - Litoria darlingtoni (Loveridge, 1945)
  - Litoria dentata (Keferstein, 1868)
  - Litoria dorsalis Macleay, 1878
  - Litoria dorsivena (Tyler, 1968)
  - Litoria electrica Ingram & Corben, 1990
  - Litoria eurynastesMenzies, Richards & Tyler, 2008
  - Litoria everetti (Boulenger, 1897)
  - Litoria ewingii (Duméril & Bibron, 1841)
  - Litoria fallax (Peters, 1880)
  - Litoria flavescens Kraus & Allison, 2004
  - Litoria freycineti Tschudi, 1838
  - Litoria gasconi Richards, Oliver, Krey & Tjaturadi, 2009
  - Litoria gracilis Richards, Donnellan & Oliver, 2023[8]
  - Litoria grinpela Richards & Oliver, 2024[9]
  - Litoria haematogaster Richards, Donnellan & Oliver, 2023[8]
  - Litoria hastula Oliver, Iskandar & Richards, 2023[10]
  - Litoria havina Menzies, 1993
  - Litoria hilli Hiaso & Richards, 2006
  - Litoria humboldtorum Günther, 2006
  - Litoria inermis (Peters, 1867)
  - Litoria iris (Tyler, 1962)
  - Litoria jervisiensis (Duméril & Bibron, 1841)
  - Litoria kikori Richards & Oliver, 2024[9]
  - Litoria latopalmata Günther, 1867
  - Litoria lakekamu Richards & Bickford, 2023[11]
  - Litoria leucova (Tyler, 1968)
  - Litoria lisae Richards, Donnellan & Oliver, 2023[8]
  - Litoria littlejohni White, Whitford & Mahony, 1994
  - Litoria lodesdema Menzies, Richards & Tyler, 2008
  - Litoria longicrus (Boulenger, 1911)
  - Litoria longirostris Tyler & Davies, 1977
  - Litoria majikthise Johnston & Richards, 1994
  - Litoria mareku Günther, 2008
  - Litoria megalops Richards & Iskandar, 2006
  - Litoria meiriana (Tyler, 1969)
  - Litoria microbelos (Cogger, 1966)
  - Litoria micromembrana (Tyler, 1963)
  - Litoria modica (Tyler, 1968)
  - Litoria mucro Menzies, 1993
  - Litoria multiplica (Tyler, 1964)
  - Litoria mystax (Van Kampen, 1906)
  - Litoria naispela Richards, Donnellan & Oliver, 2023[8]
  - Litoria nasuta (Gray, 1842) – Raketen-Laubfrosch
  - Litoria nigrofrenata (Günther, 1867)
  - Litoria nigropunctata (Meyer, 1875)
  - Litoria oenicolen Menzies & Zweifel, 1974
  - Litoria ollauro Menzies, 1993
  - Litoria olongburensis Liem & Ingram, 1977
  - Litoria pallida Davies, Martin & Watson, 1983
  - Litoria paraewingi Watson, Loftus-Hills & Littlejohn, 1971
  - Litoria peronii (Tschudi, 1838)
  - Litoria personata Tyler, Davies & Martin, 1978
  - Litoria pinocchio Oliver, Günther, Mumpuni & Richards, 2019[12]
  - Litoria pratti (Boulenger, 1911)
  - Litoria pronimia Menzies, 1993
  - Litoria prora (Menzies, 1969)
  - Litoria pygmaea (Meyer, 1875)
  - Litoria quadrilineata Tyler & Parker, 1974
  - Litoria quiritatus Rowley, Mahony, Hines, Myers, Price, Shea & Donnellan, 2021[5]
  - Litoria revelata Ingram, Corben & Hosmer, 1982
  - Litoria richardsi Dennis & Cunningham, 2006[4]
  - Litoria ridibunda Donnellan, Catullo, Rowley, Doughty, Price, Hines & Richards, 2023[13]
  - Litoria rivicola (Günther & Richards, 2005)[14]
  - Litoria rothii (De Vis, 1884)
  - Litoria rubella (Gray, 1842)
  - Litoria rubrops Kraus & Allison, 2004
  - Litoria scabra Günther & Richards, 2005
  - Litoria sibilius Parkin, Rowley, Elliott-Tate, Mahony, Sumner, Melville & Donnellan, 2024[7]
  - Litoria singadanae Richards, 2005
  - Litoria skeliphros Oliver, McDonald, Dahl, Nagombi & Richards, 2024[15]
  - Litoria spaldingi (Hosmer, 1964)
  - Litoria spartacus Richards & Oliver, 2006
  - Litoria spectabilis Richards & Donnellan, 2023[6]
  - Litoria staccato Doughty & Anstis, 2007
  - Litoria timida Tyler & Parker, 1972
  - Litoria tornieri (Nieden, 1923)
  - Litoria tyleri Martin, Watson, Gartside, Littlejohn & Loftus-Hills, 1979
  - Litoria umarensis Günther, 2004
  - Litoria umbonata Tyler & Davies, 1983
  - Litoria verae Günther, 2004
  - Litoria verreauxii (Duméril, 1853)
  - Litoria viranula Menzies, Richards & Tyler, 2008
  - Litoria vivissimia Oliver, Richards & Donnellan, 2019
  - Litoria vocivincens Menzies, 1972
  - Litoria wapogaensis Richards & Iskandar, 2001
  - Litoria watjulumensis (Copland, 1957)
  - Litoria watsoni Mahony, Moses, Mahony, Lemckert & Donnellan, 2020[16]
  - Litoria wisselensis (Tyler, 1968)
  - Litoria wollastoni (Boulenger, 1914)

Noch nicht eindeutig zugeordnet:
- "Litoria" castanea (Steindachner, 1867)
- "Litoria" dahlii (Boulenger, 1896). Das FrogID-Projekt des Australian Museums führt diesen Frosch unter der Gattung Litoria.[17] Nach Dubois & Freley (2016) gehört er zu den Ranoidea, nach Duellmann et al. (2016) zu den Dryopsophus.
- "Litoria" jeudii (Werner, 1901)
- "Litoria" louisiadensis (Tyler, 1968)
- "Litoria" obtusirostris Meyer, 1875
- "Litoria" vagabunda (Peters and Doria, 1878)

In andere Gattungen gestellt:
- Litoria lubisi als Nyctimystes lubisi (Oliver, Günther, Tjaturadi & Richards, 2021)[18]
- Litoria lutea als Ranoidea lutea (Boulenger, 1887)
- Litoria thesaurensis als Ranoidea thesaurensis (Peters, 1877)
- Litoria caerulea als Ranoidea caerulea (White, 1790) – Korallenfinger-Laubfrosch
- Litoria aurea als Ranoidea aurea (Lesson, 1827) – Gold-Laubfrosch
- Litoria moorei als Ranoidea moorei (Copland 1957) – Motorradfrosch
- Litoria splendida als Ranoidea splendida (Tyler, Davies & Martin, 1977) – Prachtlaubfrosch
- Litoria corbeni (Wells & Wellington, 1985) wurde synonymisiert mit  Litoria revelata Ingram, Corben & Hosmer, 1982

Wiedererrichtet:
- Litoria calliscelis (Peters, 1874) wurde wiedererrichtet, nachdem die Art schon 1882 von Boulenger mit Litoria ewingii synonymisiert worden war. Die Art wurde in die unmittelbare Verwandtschaft der 2024 neu beschriebenen Art Litoria sibilus gestellt.[7]